# Red Boiling Springs
Red Boiling Springs – miasto w Stanach Zjednoczonych, w stanie Tennessee, w hrabstwie Macon.